# 自利
自利（英語：Self-interest），通常指一個個體以自我利益為考量的現象，而自私是貶義詞。哲學上，通常自利和自私有不同含意。